# Sappel (entreprise)
Pour les articles homonymes, voir Sappel.
Sappel, devenue Diehl Metering SAS, est une société française située à Saint-Louis (68), spécialisée dans la fabrication de compteurs d'eau, d'énergie thermique, de gaz et qui développe des solutions systèmes pour le relevé automatique des index des compteurs (réseaux fixe et mobile).

## Historique
- 1906	Fondation de la société Paris-Ignicole par Salomon Ostrowsky à Paris. La société fabrique alors des systèmes d'éclairage à vapeur d'essence pour les particuliers et les chemins de fer.
- 1932	Début de la production de compteurs d’eau sous la marque « Aquametro » à Boulogne-Billancourt.
- 1936	Paris-Ignicole devient Sappel (Société d’APPlications mécaniques et ÉLectriques)
- 1974	Sappel transfère son siège social du 40 de la rue de l’Est à Boulogne, au 67 rue du Rhône à Saint-Louis (68).
- 1982	Sappel intègre le groupe Compagnie Générale des Eaux.
- 1998	Sappel devient filiale de la société allemande Hydrometer basée à Ansbach près de Nuremberg[1]. Naissance du groupe Hydrometer.
- 2003	Le groupe Hydrometer rejoint le groupe Diehl (société familiale indépendante fondée en 1902).
- 2006 Sappel fête le centenaire de sa création[2],[3] et commence sa politique de développement durable en travaillant sur l'éco-conception de ses produits et en créant un partenariat avec l'association 1001 fontaines[4].
- 2008	Le groupe Hydrometer devient la division Diehl Metering du groupe Diehl. Sappel remporte un trophée remis par le ministère du développement durable au salon Pollutec pour son compteur Altaïr V4 composite éco-conçu[5],[6].
- 2009 : Sappel remporte le trophée export régional Alsace pour sa politique de développement en Espagne[7].
- 2010 :  Sappel remporte le 1er trophée de la gestion financière en Alsace[8].
- 2014 : au 1er décembre, Sappel devient Diehl Metering SAS. L'ensemble des sociétés de la division Diehl Metering prennent aussi ce nom au cours de l'année[9],[10].

## Structure
Diehl Metering SAS fait partie de le division Diehl Metering du groupe Diehl, société familiale allemande créée en 1902.
Les entreprises du groupe Diehl Metering emploient près de 1 800 personnes. Elles accompagnent les collectivités, les industries ainsi que les fournisseurs d’eau et d’énergies pour une gestion responsable des ressources naturelles. Des compteurs communicants, aux solutions systèmes et logicielles, pour chaque besoin, Diehl Metering propose une solution sur-mesure. 7 millions de compteurs et 5 millions de radios sont produits et diffusés chaque année à travers le monde.